# Monsit Khamsoi
Monsit Khamsoi (tiếng Thái: มนต์สิทธิ์ คำสร้อย), sinh ngày 30 tháng 4 năm 1964, là một ca sĩ, nhạc sĩ người Thái Lan.

## Danh sách đĩa nhạc

### Album
- 1995 - "Khai Kwai Chuai Mae" (ขายควายช่วยแม่)
- 1996 - "Sang Nang" (สั่งนาง)
- 1997 - "Kid Tueng Jang Loey" (คิดถึงจังเลย)
- 1998 - "Ko Sam Phi" (โกสัมพี)
- 1999 - "Kam Lang Jai" (กำลังใจ)
- 2001 - "Dok Mai Hai Khoon" (ดอกไม้ให้คุณ)
- 2002 - "Pha Poo Tieang" (ผ้าปูเตียง)
- 2007 - "Rong Siea Hai Phoe" (ร้องเสียให้พอ)